# Enric Vallès
Enric Vallès Prat (Puig-reig (Barcelona), España, 1 de marzo de 1990) es un futbolista español. Juega como centrocampista y su equipo actual es el Sandefjord de la Eliteserien. 

## Trayectoria
A los 18 años hizo el salto a la Eredivisie holandesa  fichando por el NAC Breda y posteriormente debutó en la Premier League con el Birmingham City. Después de más de un año sin jugar por culpa de una importante lesión, regresó a la liga de Tercera División española con la Unió Esportiva Olot. 
Durante la temporada 2013-2014 es jugador de la UE Cornellà y más tarde, jugaría en el C.E. Manresa.
En 2015 Vallés probaría suerte con el City Islanders de la liga estadounidense, todo ello después de haber superado una larga y grave lesión que casi le deja fuera del fútbol de élite. 
En 2016 llega a las filas del Sandefjord con el que logra ascender a la Eliteserien y más tarde, se convertiría en uno de los capitanes del equipo y uno de los jugadores más importantes.

## Clubes
| Club                      | País           | Año           | PJ | Goles |
| ------------------------- | -------------- | ------------- | -- | ----- |
| NAC Breda                 | Países Bajos   | 2008-2010     | 4  | 0     |
| Birmingham City           | Inglaterra     | 2010-2012     | 0  | 0     |
| UE Olot                   | España         | 2012-2013     |    |       |
| UE Cornellà               | España         | 2013-2014     |    |       |
| C.E. Manresa              | España         | 204-2015      |    |       |
| Harrisburg City Islanders | Estados Unidos | 2015          | 23 | 3     |
| Sandefjord                | Noruega        | 2016-presente | 30 | 2     |